# Federação de Futebol do Bangladesh
A Federação de Futebol do Bangladesh (em língua inglesa: Bangladesh Football Federation) é o maior órgão de governo para o futebol em Bangladesh, controlada pela Seleção do Bangladesh de Futebol. Ela foi fundada em 1972, e é membra da Federação Internacional de Futebol (FIFA) e da Confederação Asiática de Futebol (AFC) desde 1976. É responsável pela organização do Campeonato do Bangladesh de Futebol (Bangladesh Premier League).